# Дубровинское сельское поселение (Ярковский район)
Дубровинское сельское поселение — муниципальное образование в Ярковском районе Тюменской области.
Административный центр — село Дубровное (60 км к востоку от Тюмени).
В состав сельского поселения входят пять населённых пунктов:
- с. Дубровное,
- д. Мотуши,
- д. Космакова,
- д. Щучья,
- пос. Весёлый.

## География
Поселение находится на территории Западно-Сибирской низменности. Основные реки: Тура и её приток Межница. Большую часть поселения занимает пойма Туры (во время половодья примерно 60 % всех сельхозугодий подвергаются подтоплению).
Климат континентальный. Господствующее направление ветров — юго-западное. Минимальная температура воздуха достигает −50 °С, максимальная — до +36 °С. Среднегодовое количество осадков — около 400 мм. Средняя дата появления снежного покрова — 30 октября, число дней со снежным покровом — 164.
По территории поселения проходит автодорога Р404 (Тюмень — Ханты-Мансийск).
| 2010  | 2011  | 2012  | 2013  | 2014  | 2015  | 2016  |
| ----- | ----- | ----- | ----- | ----- | ----- | ----- |
| 1950  | ↗1951 | ↘1907 | ↘1892 | ↘1886 | ↗1915 | ↗1918 |
| 2017  | 2018  | 2019  | 2020  | 2021  |       |       |
| ↗1947 | ↗1952 | ↗1959 | ↘1931 | ↘1913 |       |       |

## История
Село Дубровное
В 1763 году на левом берегу реки Туры на территории Покровской волости Тобольской губернии образовалась русская деревня Дубровна. В 1903 году деревня входила в Созоноскую волость. К тому времени в деревне были построены часовня, хлебо-запасный магазин, школа, 3 торговые лавки. Согласно местной переписи в 1903 году деревня состояла из 88 дворов, в ней жили 276 мужчин и 299 женщин.
Деревня разделялась надвое Тобольским трактом, по которому нередко проезжал Григорий Распутин, уроженец соседнего села Покровское. Также через Дубровное проезжал последний из Романовых — царь Николай II, останавливаясь в доме богатого человека Егора Екимовича Беляева.
В 1919 году через село гнали белогвардейцев Колчака. Здесь проходила 51 стрелковая дивизия В. К. Блюхера, штаб которой находился в д. Космаково.
Из воспоминаний ветерана труда Попова Павла Петровича (газета «Знамя коммунизма» от 02.07.1977 года): «К тому времени в Дубровном было дворов сто двадцать». В 1928 году Павел Петрович возглавил сельский Совет в Дубровном, был организатором колхоза «Красный пахарь». В 1931 было организовано ещё три колхоза: в д. Космаково — «Красная заря», д. Щучье — «1 мая», д. Мотуши — «Парижская коммуна». В 1950 году мелкие колхозы укрупнились и единодушно назвали колхоз имени Ленина, первым председателем которого стал Сысолятин Андрей Александрович.
В годы Великой Отечественной войны из Дубровинcкого Совета ушло на фронт около 180 человек, большинство из которых не вернулись. Оставшимися в селе в первые три года войны на колхозных полях и фермах выработано 540, 486 и 394 трудодня соответственно. Имена трудящихся на полях детей хранит летопись истории Дубровинской средней школы.
Деревня Мотуши
До 1903 года татарское поселение на берегу Туры носило название Матушевские юрты в честь соседнего озера. В 1903 году Матушевские юрты вошли в состав Созоновской волости. К тому времени в поселении насчитывалось 35 дворов, где проживало 88 мужчин и 80 женщин. Были построены мечеть, училище, пароходная пристань.
В июле 1919 года жители деревни стали свидетелями восстания на «барже смерти». По свидетельствам очевидцев 2000 пленных красноармейцев были расстреляны в результате восстание на пароходе «Иртыш», на котором их переправляли в Тобольск. В 1968 году во время поискового похода курсантами Тюменского колледжа водного транспорта был установлен обелиск в память повстанцам.
Деревня Космакова
Образовано в XVII веке на берегу оз. Багаряк (ранее —Ладожского озера). Из архивных документов известно, что в 1868 году в Космаково было 55 дворов, где проживали 240 мужчин и 220 женщин. Были в деревне хлебо-запасный магазин, школа грамоты, три торговые лавки, часовня.
Деревня Щучье
Основана в 1641 году, получив название Монастырская. Одной из версией происхождения топонима является то, что проживали в деревне одни мужчины, образовав т. н. монастырь. Подтверждением этому служит особый территориальный диалект жителей деревни.
В 1868 году д. Монастырская насчитывала 69 дворов с населением 605 человек. К 1903 году в деревне уже было 102 двора. Была построена часовня, торговая лавка, хлебо-запасный магазин.
Весной 1918 года в деревню вошла Красная армия. Однако вскоре деревню захватили колчаковцы, и начались бесчинства, продолжавшиеся целый год до освобождения деревни.
Поселок Веселый
Поселок барачного типа построен в послевоенные годы для ссылки репрессированных крестьян. В нём находился лесоперерабатывающий пункт Калымского леспромхоза. В 1960 годы в связи с истощением лесосечного фонда встал вопрос о закрытии лесозаготовительного участка в п. Калымка. В 1968-70 годы поселок перестал существовать, жившие там люди переехали в п. Веселый, продолжая работать на Калымском участке, который теперь вошел в Ярковский леспромхоз.

## Достопримечательности
В 1975 году, в год 30-летия Победы над фашистскими захватчиками в центре села Дубровное поставлен памятник павшим за Родину.

И стоит на пьедестале молоденький солдат, сжимая в одной руке пилотку, в другой автомат, как будто занят он в скорбном молчании. И склоненная голова, и сосредоточенный взгляд говорят о глубокой печали и горестях всего народа, отстоявшего свободу и независимость.— Н.Кушина, заведующая музеем Дубровинской средней школы
При въезде в с. Дубровное находится геотермальный источник «Полянка». Согласно бальнеологическому заключению по химическому составу вода в бассейне высокоминерализированная хлоридно натриевая, содержит бром, бор, и является близким по основным компонентам аналогом воды Чёрного моря. Температура воды в бассейне +43 °С.